# 克里斯汀瀑布
克里斯汀瀑布（英語：Christine Falls）是美国华盛顿州皮尔斯县雷尼尔山地区的一座瀑布，高21米，知名于跨过瀑布落点的拱桥。
这个瀑布是以P·B·范·特朗普的女儿克里斯汀·范·特朗普而命名的。1889年，当时九岁的克里斯汀尽全力陪着父亲登上雷尼尔山。尽管患有严重的神经障碍，她还是成功到达了海拔3000米的地方。